# Dartmoor
Dartmoor er en nationalpark i Devon i England med et areal på 953 km².
Området består af et moselandskab med flere hundrede granittoppe, kendt som tors. Det højeste punkt er High Willhays 621 meter over havets overflade. Der er mange fortidsminder i området blandt andet Grimspound fra bronzealderen og Postbridge fra 1200-tallet.
Dele af Dartmoor har været militær skydebane i mere end 200 år. Resten af nationalparken er åben for offentligheden, og området tiltrækker mange turister.
Dartmoor dannede kulisse om sir Arthur Conan Doyles bog Baskervilles Hund.

## Eksterne links
1. 1 2  "General Information Factsheet". Dartmoor National Park Authority. Arkiveret fra originalen 8. september 2008. Hentet 12. juli 2009.
2. ↑  "Sounding Dartmoor: A case study on the soundscapes of rural England at the opening of the 21st Century. John L Drever - Academia.edu". Arkiveret fra originalen 9. oktober 2020. Hentet 6. oktober 2020.

- Wikimedia Commons har flere filer relateret til Dartmoor
- Dartmoor National Park Authority Arkiveret 2. april 2011 hos  Wayback Machine, Nationalparkens hjemmeside

50°34′N 4°0′V / 50.567°N 4.000°V